# Гробниця Дарія I
Гробниця Дарія I (перс. آرامگاه داریوش یکم)  — поховання перського царя царів Дарія I, одна з гробниць царів з династії Ахеменідів.

## Історія
Став першим, хто вирішив зводити власне поховання, оскільки за віруванням зороастрійців (до яких належали Ахеменіди) мертві особи повинні були віддані на поталу собакам і сипам.
Точний час створення гробниці невідомий. Вважається, що її стали споруджувати ще за життя Дарія I. Напевне тут працювали майстри, що зводили палаци, стели, здійснювали різьблення в Перспеполі та Пасаргадах. Спочатку роботами керував Віштаспа, батько царя. за повідомлення історика Ктесія Кнідського він помер під час зведення гробниці.
Завершено десь напочатку V ст. до н. е. ще за життя Дарія Першого, можливо перед його смертю. Вона стало зразком для наступник гробниць — Ксеркса I, Артаксеркса I, Дарія II та Дарія III.

## Опис

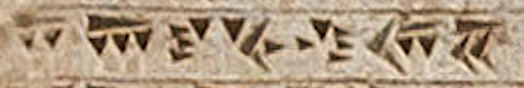
Ім’я Дарія I у давньоперському клинописі на DNa-напис його гробниці: Dārayavauš (𐎭𐎠𐎼𐎹𐎺𐎢𐏁)

Гробниця Дарія Першого розташована у археологічній зоні Накш-і-Рустам, що вважається священною і знаменита скальними рельєфами та гробницями царів, яка лежить за 6 км на північ від Персеполя. Гробниця має форму хреста. Вона вирізьблена в прямовисній скелі, являє собою рельєфну імітацію фасаду царського палацу, охопленого колонадою. Різьбяри майстерно відтворили малюнок багатоярусних капітелів, вирізьблений портал уявного будинку, дворівневий рельєф з фігурами царедворців Гобрії та Аспантіна та навіть статуї на даху. Прямокутна арка відкривається в камеру, де в давнину знаходився грою царя. Дарій I зображено перед вівтарем вогню, внизу його підтримують зображення підданих, як і на рельєфах Персеполя.
Вхід в гробницю зроблено прямо в центрі «хреста», а сама могила являє невелике приміщення з саркофагом давньоперського володаря. Горизонтальний промінь на кожному з фасадів могили є точною копією входу до царського палацу давньої столиці Персеполя. В лівому верхньому кутку вирізьблено імена підкорених народів.
Після того, як Персію захопив Олександр Македонський, гробниця прийшла в запустіння і поступово була зовсім занедбана.